# Новоегорьевский сельсовет
Новоегорьевский сельсовет — муниципальное образование со статусом сельского поселения и административно-территориальное образование в Егорьевском районе Алтайского края России. Административный центр — село Новоегорьевское.

## Население
| 1997  | 1998  | 1999  | 2000  | 2001  | 2002  |
| ----- | ----- | ----- | ----- | ----- | ----- |
| 6186  | ↗6246 | ↗6331 | ↗6359 | ↗6446 | ↘6282 |
| 2003  | 2004  | 2005  | 2006  | 2007  | 2008  |
| ↘6226 | ↘6211 | ↘6144 | ↘6089 | ↘5998 | ↘5990 |
| 2009  | 2010  | 2011  | 2012  | 2013  | 2014  |
| ↘5966 | ↘5855 | ↘5833 | ↘5719 | ↘5645 | ↘5588 |
| 2015  | 2016  | 2017  | 2018  | 2019  | 2020  |
| ↘5528 | ↘5481 | ↘5461 | ↘5433 | ↘5383 | ↘5268 |
| 2021  |       |       |       |       |       |
| ↘5039 |       |       |       |       |       |

По результатам Всероссийской переписи населения 2010 года, численность населения муниципального образования составила 5855 человек, в том числе 2738 мужчин и 3117 женщин. Оценка Росстата на 1 января 2012 года — 5719 человек.

## Населённые пункты
В состав сельского поселения входит 4 населённых пункта:
- село Новоегорьевское,
- посёлок Новосоветский,
- посёлок Речка-Кормиха,
- посёлок Сибирь.